# Tulpar

Ngựa có cánh Tulpar trên Quốc huy Mông Cổ

Tulpar  (tiếng Kazakh: Тұлпар, tiếng Bashkir: Толпар, tiếng Tatar: Тулпар, tiếng Kyrgyz: Тулпар, tiếng Thổ Nhĩ Kỳ: Tulpar, tiếng Duy Ngô Nhĩ: تۇلپار) là một con ngựa có cánh huyền thoại xuất hiện trong biểu tượng văn hóa ở các nước Trung Á, trong đó, ở Mông Cổ chúng được xem là hiện thân của giống ngựa Mông Cổ. Tulpar là loài ngựa có cánh hay còn gọi là ngựa bay (Phi mã/Thiên Mã), xuất hiện trong nhiều truyền thuyết và thần thoại châu Á. Ngựa Tulpar cũng xuất hiện trong thần thoại Thổ Nhĩ Kỳ, theo đó, Tulpar trong ngôn ngữ Thổ Nhĩ Kỳ ở khu vực Trung Á cũng có nghĩa là "ngựa có cánh". Tulpar xuất hiện trong nhiều truyền thuyết và thần thoại ở khu vực này. Ngựa Tulpar đóng vai trò quan trọng trong văn hóa Trung Á. Tulpar là biểu tượng trên quốc huy của Kazakhstan và Quốc huy Mông Cổ.
Người ta tin rằng Tulpar là sự kết hợp mang tính biểu tượng giữa ngựa và chim săn mồi (thường là giống Đại bàng Mông Cổ), hai loài vật thường được người dân Trung Á sử dụng trong săn bắt. Tulpar ra đời là do lối sống săn bắn của người dân Trung Á. Người ta đi săn bằng ngựa, bằng chim săn, hai con vật này, với trí tưởng tượng của con người, đã tạo thành một con ngựa có cánh được gọi là Tulpar, dù là sinh vật lai ghép nhưng hình dáng  thân thể chủ đạo của Tulpar vẫn là tổng thể của một con ngựa. Mối quan hệ của một con chim với một con ngựa cũng có thể được thay đổi thành mối quan hệ giữa một con ngựa một con chó săn. Hình ảnh một con chó săn kết hợp với hình ảnh một con ngựa huyền thoại đã cho phép tạo thành từ Tulpar. Đôi cánh trên lưng ngựa Tulpar không nhất thiết là dùng để bay mà để ví von ẩn dụ cho tốc độ của chúng.

## Câu chuyện
Ngựa Tulpar trong các câu chuyện dân gian là một sinh vật thiêng liêng và đặc biệt trung thành với chủ nhân, thường được sử dụng trong những cuộc săn. Một trong những truyền thuyết kể lại rằng, anh hùng dân gian người Tuvan là Oskus-ool, đã sử dụng những gì còn lại của con ngựa Tulpar yêu quý để tạo ra cây đàn violon đầu tiên gọi là Mã cầm. Những câu chuyện của thảo nguyên Trung Á xa xưa kể rằng ngày xưa có một anh chàng nghèo khổ tên là Oskus-ool, vì nghèo khổ nên anh chàng này phải đi làm thuê, làm mướn cho những tay địa chủ trong vùng để kiếm kế sinh nhai mà nuôi người cha già ốm yếu của anh ấy. Gã địa chủ mà anh ấy làm thuê lại có một con ngựa cái già yếu mới chết, để lại một con ngựa non.
Gã địa chủ keo kiệt không muốn trả tiền thức ăn cho con ngựa non, nên mới ra lệnh cho Oskus-ool đem chú ngựa non này vào rừng cho những con sói hoang ăn thịt quách nó đi cho rồi. Chàng trai Oskus-ool không nỡ lòng nào, đành phải mang ngựa non này về nhà và chăm nuôi bằng sữa dê. Con ngựa này được sự chăm sóc của anh nên hết sức trung thành, ngày càng lớn lên khỏe mạnh, tráng kiện rắn chắc mạnh mẽ, với một con tuấn mã như vậy đã cùng anh tham gia thi đua dành giải trong vùng thắng lớn những cuộc đua ngựa được tổ chức theo truyền thống. Con ngựa không chỉ như là công cụ để kiếm kế sinh nhai của anh, mà còn là một người bạn thâm tình, là niềm hãnh diện và đầy tự hào của anh.
Sự việc đến tai của gã địa chủ là chủ cũ của con ngựa, biết sự việc vậy lão ta ghen tức, lập mưu hãm hại bằng những ý đồ nhơ bẩn, nhân lúc Oskus-ool vắng nhà vì có công chuyện, lão ta tàn nhẫn bèn sai người giết chết con ngựa của anh rồi ném xác nó xuống vực thẳm sâu hun hút để phi tang chứng cứ. Người thanh nhiên Oskus-ool về nhà thì không thấy chú ngựa yêu quý của mình đâu nữa và tìm mỏi mắt như thể tìm chim mà không lại thấy ngựa yêu ở đâu nữa. Đêm đến, oan hồn của chú ngựa này về báo mộng cho anh hãy tìm xác nó, đặt hộp sọ dưới cây dẻ, lấy gỗ cây, da ngựa và đuôi ngựa làm nhạc cụ mà chơi do khuây khỏa tâm hồn đang đau khổ.
Tỉnh giậy khỏi cơ mơ, anh chàng hồi tưởng và nhớ lại liền làm theo những gì mình đã được báo mộng, và đúng như vậy, anh tìm được những dấu vết còn sót lại của con ngựa và tự tay thu lượm để chế ra cây đàn như con ngựa trong giấc mơ đã mách bảo, chế tác cây đàn xong anh gẩy những tiếng đàn da diết bi ai mà khóc thương cho ngưởi bạn xấu số của mình, tiếng đàn anh như tiếng lòng tưởng nhớ đến chú ngựa thân yêu. Bất thình lình, anh trông thấy có hiện tượng lạ, từ giữa đám mây một con ngựa chiến có đôi cánh trắng y hệt như con ngựa đã chết của anh hiện ra, theo sau là một đàn ngựa non chạy theo, và con ngựa đó không ai khác chính là con ngựa Tulpar nay đã là con ngựa thần trở về đoàn tụ với ân nhân đầy tình thắm nghĩa.

## Hình tượng

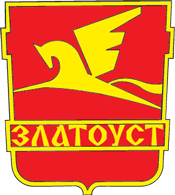
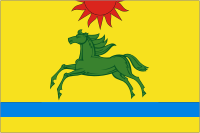